# Австрійський чорний хрест
Австрійський чорний хрест (нім. Österreichisches Schwarzes Kreuz) — громадська організація в Австрії, створена в 1919 році з метою організації солдатських поховань та догляду за могилами солдатів усіх національностей. Займається також похованнями загиблих під час бомбардувань, жертв політичних репресій та біженців. Фінансування організації здійснюється за рахунок пожертвувань. Штаб-квартира зареєстрована у Відні. Організація має структурні підрозділи в Італії, Хорватії, Словенії, Польщі, Чехії, Албанії та Україні.